# Melorreostosis
La melorreostosis, también llamada enfermedad de Leri, osteopatía hiperostósica y osteítis eburnizante monomiélica es una forma de hiperostosis benigna, poco frecuente y no hereditaria. Se puede incluir dentro de las displasias óseas esclerosantes, grupo del que también forman parte la enfermedad de Camurati-Engelmann, la displasia craneometafisaria, la osteopetrosis (enfermedad de Albers-Schönberg), la picnodiostosis, la osteopoiquilosis y la osteopatía striata.
El término melorreostosis proviene de los sufijos griegos melos (miembros), rhein (fluido/flujo) y osteon (hueso) ya que esta dolencia se caracteriza por la presencia de un engrosamiento de la cortical ósea resultado de una hiperostosis de aspecto irregular que parece fluir a lo largo de la longitud del hueso. En ocasiones los tejidos blandos que rodean la lesión ósea pueden verse igualmente afectados.

## Etiología
La etiología sigue siendo desconocida. En 1979, Murray y McCredie sugirieron que el crecimiento excesivo de hueso podía deberse a una alteración embriológica de la inervación sensitiva de un esclerotomo. Otros autores han considerado como posibles causas procesos inflamatorios o infecciosos, vasculopatías, neuropatías y endocrinopatías. Algunos estudios señalan la mutación de algunos genes somáticos como posible causa de la dolencia, concretamente una pérdida de la función del gen LEMD3 (12q12-12q14.3). Esta alteración genética ha sido detectada en pacientes que presentan melorresotosis asociada con osteopoiquilosis o síndrome de Buschke-Ollendorff, sin embargo, esta mutación nunca ha sido encontrada en casos aislados de melorresotosis.

## Historia de la enfermedad
La melorreostosis fue descrita por primera vez en 1922 por Léri y Joanny como “hyperostose en coulée” (hiperostosis en flujo) debido al aspecto que adquieren los huesos, parecido al de la cera fundida que se desliza. Desde esta primera publicación, se han registrado unos 400 casos de esta patología en la literatura médica.

## Sintomatología
La melorreostosis puede ser asintomática. Cuando existen síntomas, los más frecuente son dolor y rigidez. Además también pueden presentarse limitación en el rango de movimientos de la extremidad, asimetría en la longitud de los miembros cuando se presenta en sujetos en crecimiento y calcificación de los tejidos adyacentes a la lesión. En algunos casos se observan cambios escleróticos confinados en una extremidad y una alteración del contorno normal del hueso afectado. Pueden aparecer también alteraciones de la pigmentación de la piel, conocidas como lesiones lineares esclerodermatosas. Se ha registrado igualmente una posible asociación entre la melorreostosis y anomalías renales y vasculares y alteraciones del sistema linfático.

## Diagnóstico
En imágenes radiográficas y TAC  se observa la clásica imagen de cera derretida y que puede considerarse patognomónica. En imagen por resonancia magnética (IRM) las lesiones presentan una intensidad de señal baja.
Una de las técnicas de imagen más útiles es la gammagrafía ósea con 99mTc-metil-difosfonato, ya que esta muestra un aumento en la captación en los huesos afectados debida a la hipervascularización y el incremento de la actividad osteoblástica. Esta técnica ayuda a realizar el diagnóstico diferencial entre la melorreostosis y otras displasias esclerosantes como la osteopoiquilosis y la osteopatía striata, que no presentan alteraciones en la absorción. El análisis histológico, en el que se observa patrones corticales densos de hueso esclerótico y patrones lamelares irregulares, puede confirmar el diagnóstico realizado por técnicas de imagem.

## Tratamiento
El tratamiento es generalmente destinado al alivio del dolor, y solo en ocasiones se requiere intervención quirúrgica, especialmente en pacientes que presentan restricción de movimiento y deformidades. El tratamiento quirúrgico incluye el alargamiento de tendones, eliminación del hueso hiperostósico, osteotomía y amputación en los casos más severos.

## Epidemiología
La melorreostosis es una forma poco frecuente de hiperostosis, con una incidencia de 0.9 casos por millón de habitantes, por lo que se considera una enfermedad rara.  Afecta por igual a ambos sexos y puede ocurrir a cualquier edad, aunque la incidencia se ve incrementada entre los 20 y los 30 años, siendo diagnosticados alrededor de los 20 años más de la mitad de los casos. El desarrollo de las lesiones parecer ser, además, más rápido cuando se presenta en individuos infantiles, con una progresión variable en pacientes adultos. Generalmente la melorreostosis se presenta de forma unilateral afectando a un único miembro, frecuentemente la diáfisis de los miembros inferiores. Los casos en los que se ve afectado el esqueleto axial son raros.

## Diagnóstico diferencial
Las principales patologías con las que hay que realizar el diagnóstico diferencial de la melorreostosis son la enfermedad de Paget, tumores, osteomielitis, miositis osificante, osteoma osteoide, osteocondroma, osteosarcoma parostal, osteopoiquilosis y osteopatía striata.

## Paleopatología
Debido a que la melorreostosis es una dolencia rara, los casos documentados en el registro paleopatológico son escasos. El primer caso fue descrito por Lester (1967) en un individuo adulto masculino procedente de Alaska y datado en el siglo V. En América del Sur, Kelley y Lytle (1995) detectaron un posible caso en un individuo adulto femenino perteneciente a la cultura Chinchorro. En Europa, en un individuo adulto femenino datado en el siglo VI a. C., procedente de Italia, fue identificada melorreostosis coexistente con DISH. Además de estos tres casos arqueológicos, melorreostosis fue diagnosticada en un hombre o mujer de la colección Galler, Suiza.

### Diagnóstico en paleopatología
El diagnóstico de la melorreostosis en paleopatología se basa principalmente en la observación macroscópica de las lesiones, que presentan un aspecto de cera que fluye a lo largo de la longitud del hueso y en imagen radiológica, en la que se observa engrosamiento cortical de aspecto irregular. La distribución de las lesiones es también de especial relevancia ya que otras patologías, como la osteoartropatía hipertrófica pueden en ocasiones producir alteraciones óseas semejantes a la melorreostosis pero con diferente distribución de las lesiones.